# Garry Cook
Garry Peter Cook (ur. 10 stycznia 1958 w Wednesbury) – brytyjski lekkoatleta, czterystumetrowiec i biegacz średniodystansowy, medalista olimpijski.

## Kariera sportowa
Startował w biegach ma 400 metrów i na 800 metrów. Jako reprezentant Anglii zajął 5. miejsce w biegu na 800 metrów na igrzyskach Wspólnoty Narodów w 1978 w Edmonton. Zdobył srebrny medal w tej konkurencji na letniej uniwersjadzie w 1979 w Meksyku. Na mistrzostwach Europy w 1982 w Atenach zdobył srebrny medal w sztafecie 4 × 400 metrów, a w biegu na 800 metrów był czwarty. Na igrzyskach Wspólnoty Narodów w 1982 w Brisbane zwyciężył w barwach Anglii w sztafecie 4 × 400 metrów i nie ukończył biegu półfinałowego na 800 metrów. Zdobył brązowy medal w sztafecie 4 × 400 m oraz odpadł w półfinale biegu na 800 metrów na mistrzostwach świata w 1983 w Helsinkach. Na igrzyskach olimpijskich w 1984 w Los Angeles został wicemistrzem w sztafecie 4 × 400 m (wraz z nim biegli Kriss Akabusi, Todd Bennett i Phil Brown).
30 sierpnia 1982 ustanowił wraz z kolegami (Peter Elliott, Steve Cram i Sebastian Coe) rekord świata w sztafecie 4 × 800 metrów z wynikiem 7:03,89, który przetrwał do 2006 i jest aktualnym (sierpień 2020) rekordem Europy.
Po zakończeniu kariery lekkoatletycznej został nauczycielem. Jego żona Kathy była znaną lekkoatletką, trzykrotną medalistką olimpijską.